# Mal'va
Mal'va (in russo Мальва?) è un film del 1957 diretto da Vladimir Braun, tratto dall'omonimo racconto del 1897 di Maksim Gor'kij. Ha concorso alla 18ª Mostra internazionale d'arte cinematografica di Venezia, dove Dzidra Ritenberga ha vinto la Coppa Volpi per la migliore interpretazione femminile.